# 深澤直人
深澤 直人（ふかさわ なおと、1956年 - ）は、日本のプロダクトデザイナー。日本民藝館館長。多摩美術大学副学長。2022年、一般財団法人THE DESIGN SCIENCE FOUNDATION 設立。

## 来歴
山梨県出身。山梨県立甲府工業高等学校卒業。御茶の水美術学院で浪人生活を送る。多摩美術大学美術学部プロダクトデザイン科卒。
人の想いを可視化する静かで力のあるデザインに定評があり、国際的な企業のデザインを多数手がける。電子精密機器から家具、 インテリアに至るまで手がけるデザインの領域は幅広く多岐に渡る。デザインのみならず、その思想や表現などには国や領域を超えて高い評価を得ている。
±0デザイナー。無印良品デザイナー兼アドバイザリーボードメンバー。21_21 DESIGN SIGHT企画運営。経済産業省戦略的デザイン活用研究会委員（2003年〜2009年）。グッドデザイン賞審査委員長（2010年～2014年）。
武蔵野美術大学基礎デザイン学科教授、多摩美術大学客員教授、統合デザイン学科教授、東京大学大学院情報学環・学際情報学府特別講師を歴任。
多摩美術大学クリエイティブリーダーシッププログラムでも教える。2024年多摩美術大学副学長に就任。

## 経歴
- 1956年 - 山梨県甲府市生まれ
- 1980年 - 多摩美術大学美術学部プロダクトデザイン科卒業
- 1980年 - 諏訪精工舎（現・セイコーエプソン）入社
- 1989年 - 諏訪精工舎を退職　アメリカID TWO（現・IDEO）入社
- 1996年 - IDEO Japanを設立し日本支社長に就任
- 2003年 - IDEOを退職し独立 Naoto Fukasawa Designを設立
- 2004年 - NHK プロフェッショナル 仕事の流儀「デザインで心をつかむ 工業デザイナー・深澤直人の仕事」放送(2004年12月7日)
- 2005年 - 織部賞を受賞
- 2005年 - 武蔵野美術大学造形学部基礎デザイン学科研究室教授に就任
- 2006年 - Jasper Morrisonと共に「Super Normal」設立
- 2007年 - ロイヤルデザイナー・フォー・インタストリー（英国王立芸術家協会）の称号を授与される
- 2012年 - 日本民藝館館長に就任
- 2012年 - Braun Prize 審査委員
- 2014年 - 多摩美術大学美術学部統合デザイン学科教授
- 2017年 - LOEWEクラフトプライズ 審査委員
- 2018年 - イサム・ノグチ賞を受賞
- 2022年 - 一般財団法人THE DESIGN SCIENCE FOUNDATION 設立
- 2024年 - 多摩美術大学副学長に就任
- 2024年 -文藝春秋 2024年10月号に 日本の顔インタビュー 深澤直人 「デザインは使ってもらってナンボ」が特集

## 作品
- アップルコンピュータ (現・Apple)
  - 「Twentieth Anniversary Macintosh」（1997年）

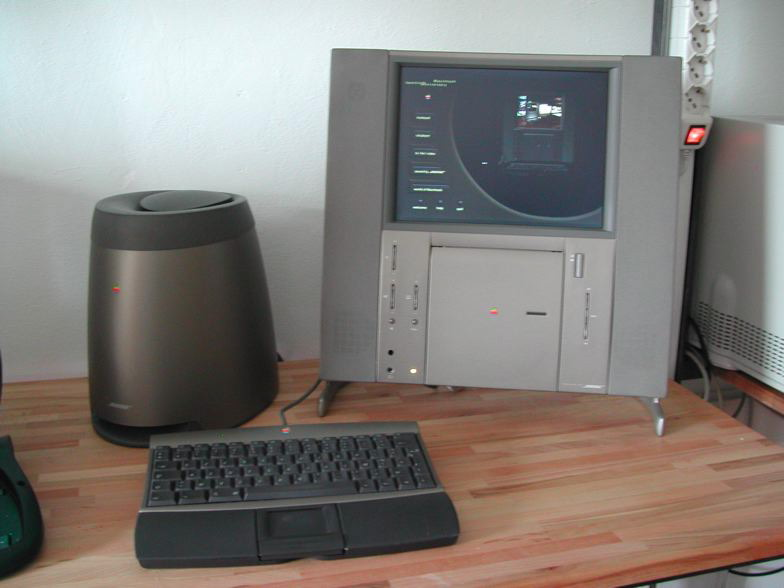
20周年記念マック

- KDDI／沖縄セルラー電話のau携帯電話 （au design project / iida）
  - 「INFOBAR」(A5307ST) 2001年
  - 「W11K」 2003年
  - 「neon」(W42T) 2006年
  - 「INFOBAR 2」(W55SA) 2006年
  - 「PRISMOID」(KYX03) 2009年
  - 「INFOBAR xv」 2018年

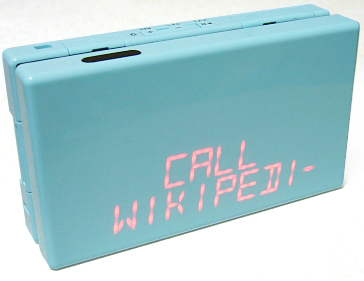
au neon
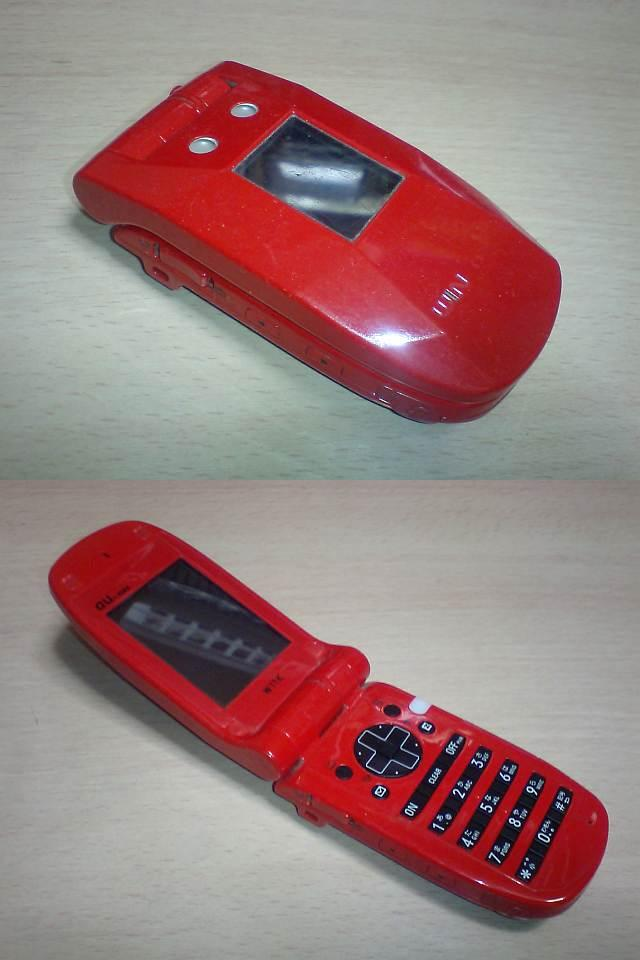
au W11K
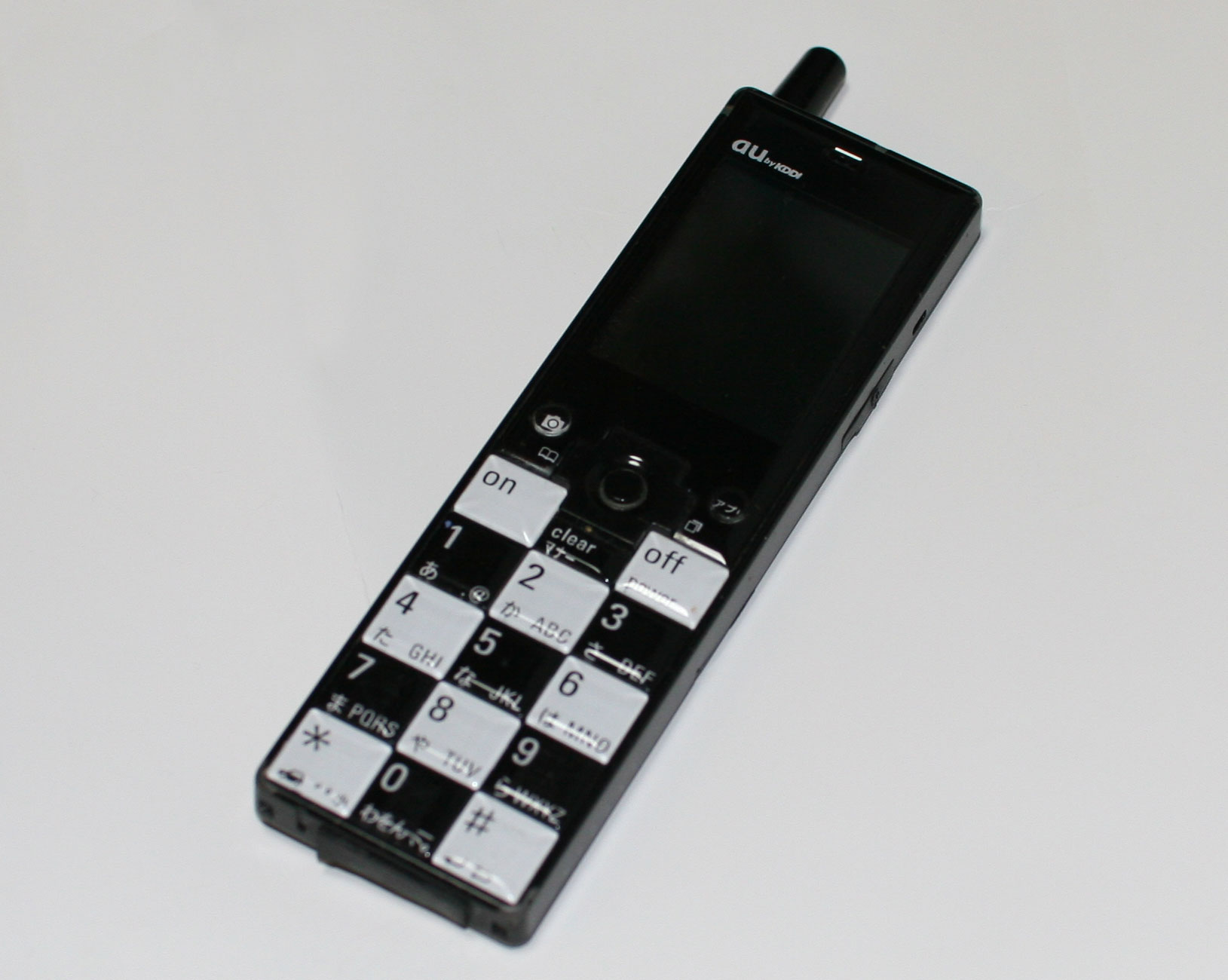
au INFOBAR (初代)
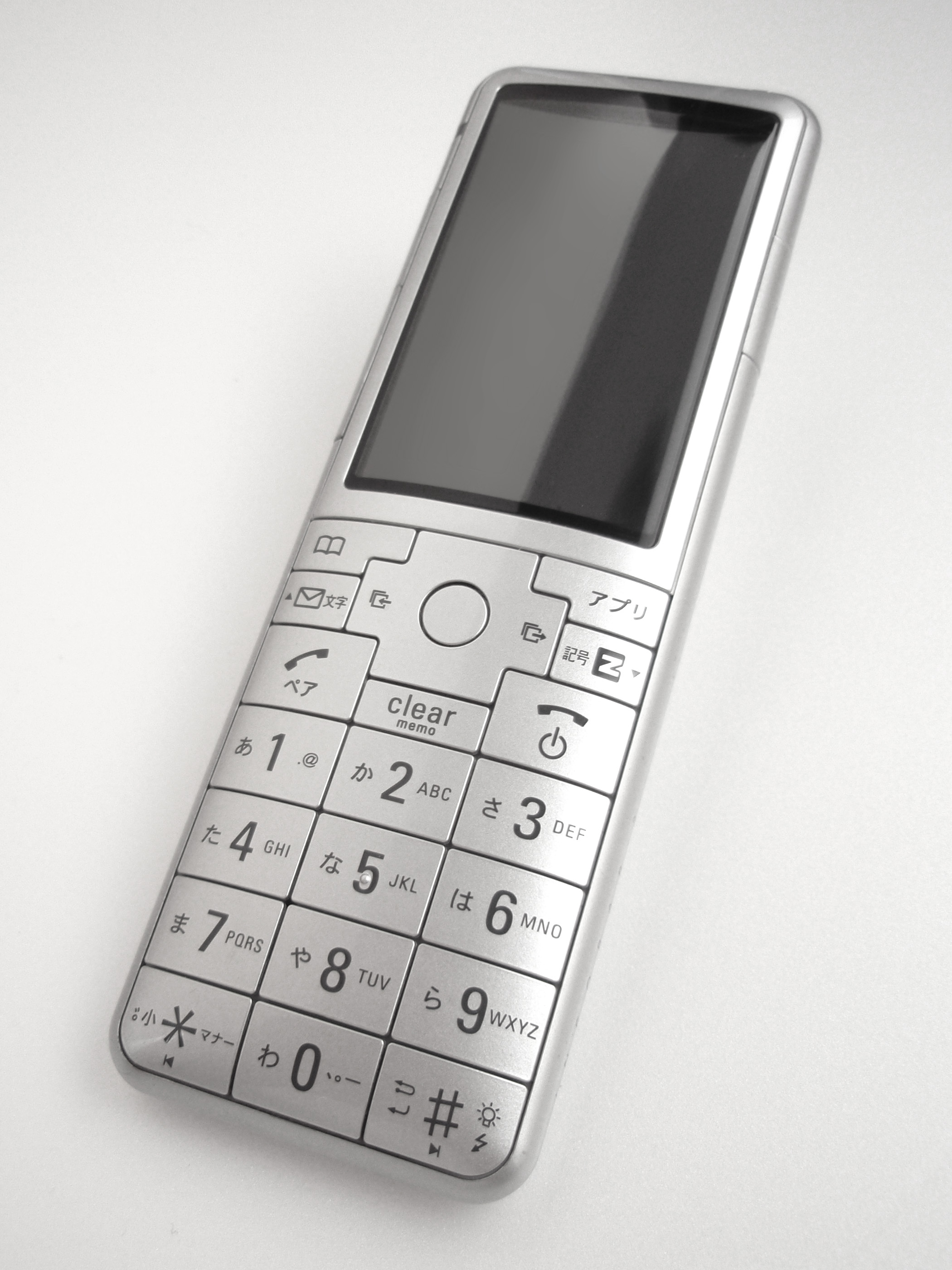
au INFOBAR 2

- KDDI／沖縄セルラー電話のauスマートブック/スマートフォン (iida)
  - 「IS01」(SHI01) 2010年
  - 「INFOBAR A01」(SHX11) 2011年
  - 「INFOBAR C01」(SHX12) 2012年
  - 「INFOBAR A02」(HTX21) 2013年
  - 「INFOBAR A03」(KYV33) 2015年

- au IS01
- au INFOBAR A01
- au INFOBAR C01
- au INFOBAR A02

- ±0 (家電、生活雑貨のブランド)
  - 加湿器（2003年）
  - テレビ（2003年）
  - ミニコンポ（2003年）
  - ゴミ箱
  - 名刺ケース
  - コーヒーメーカー
  - バッグ（2003年）
  - 置き時計（2003年）
  - 腕時計
  - 空気清浄機
  - 扇風機（2003年）
  - 電話機（2003年）
  - 電卓（2003年）
  - 皿
  - カトラリー
  - エッグスタンド

- 無印良品 

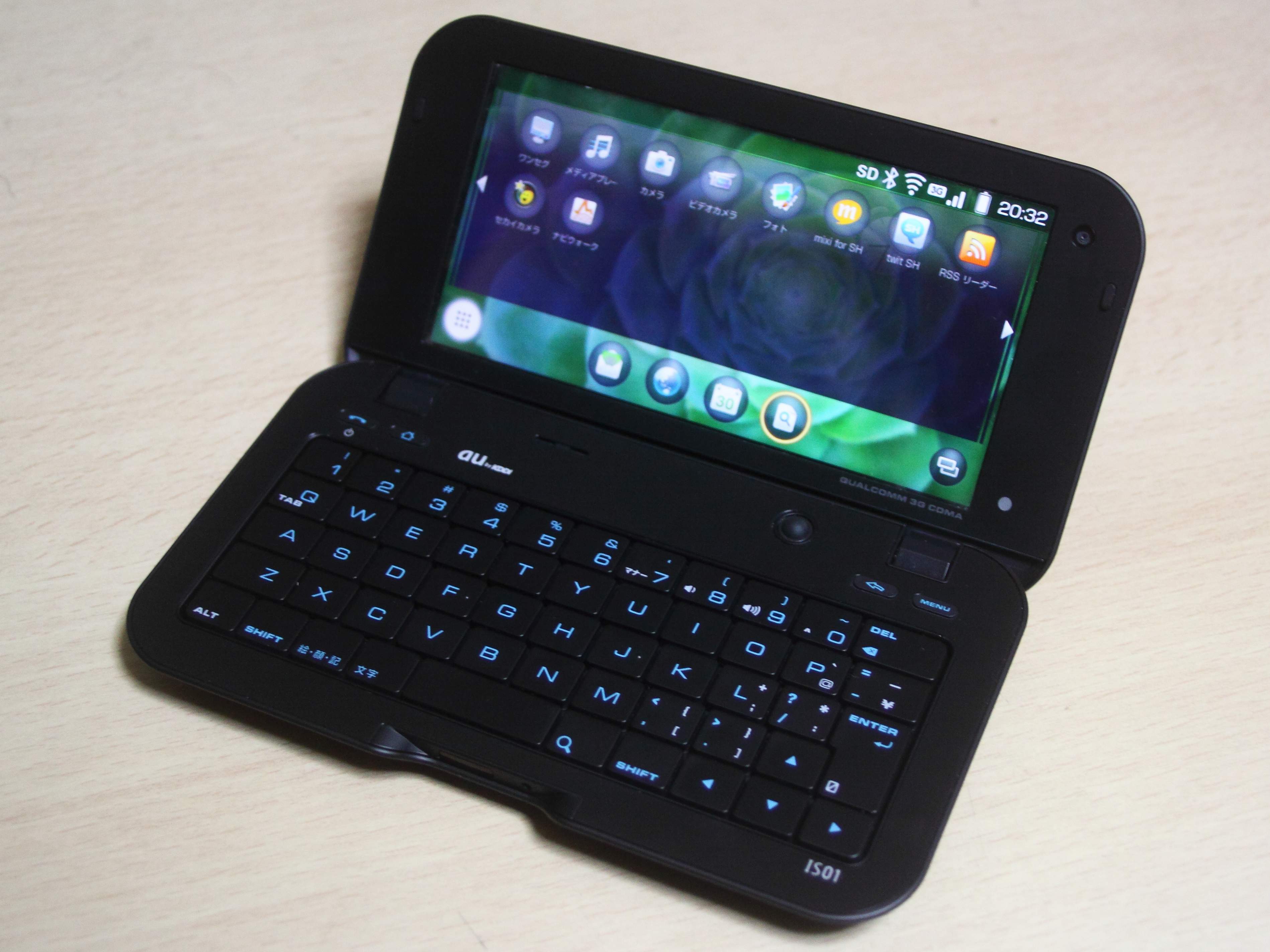
au IS01
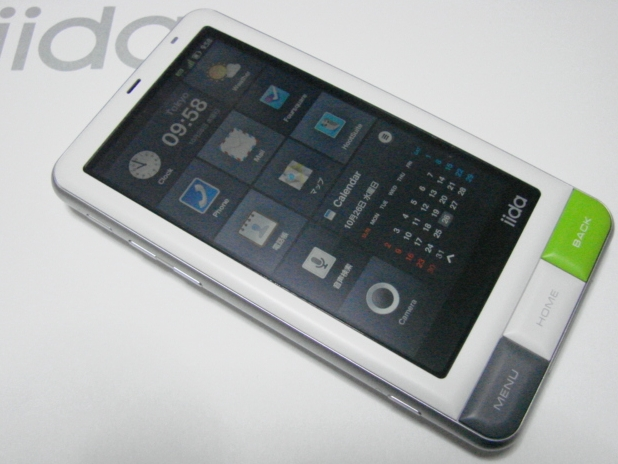
au INFOBAR A01
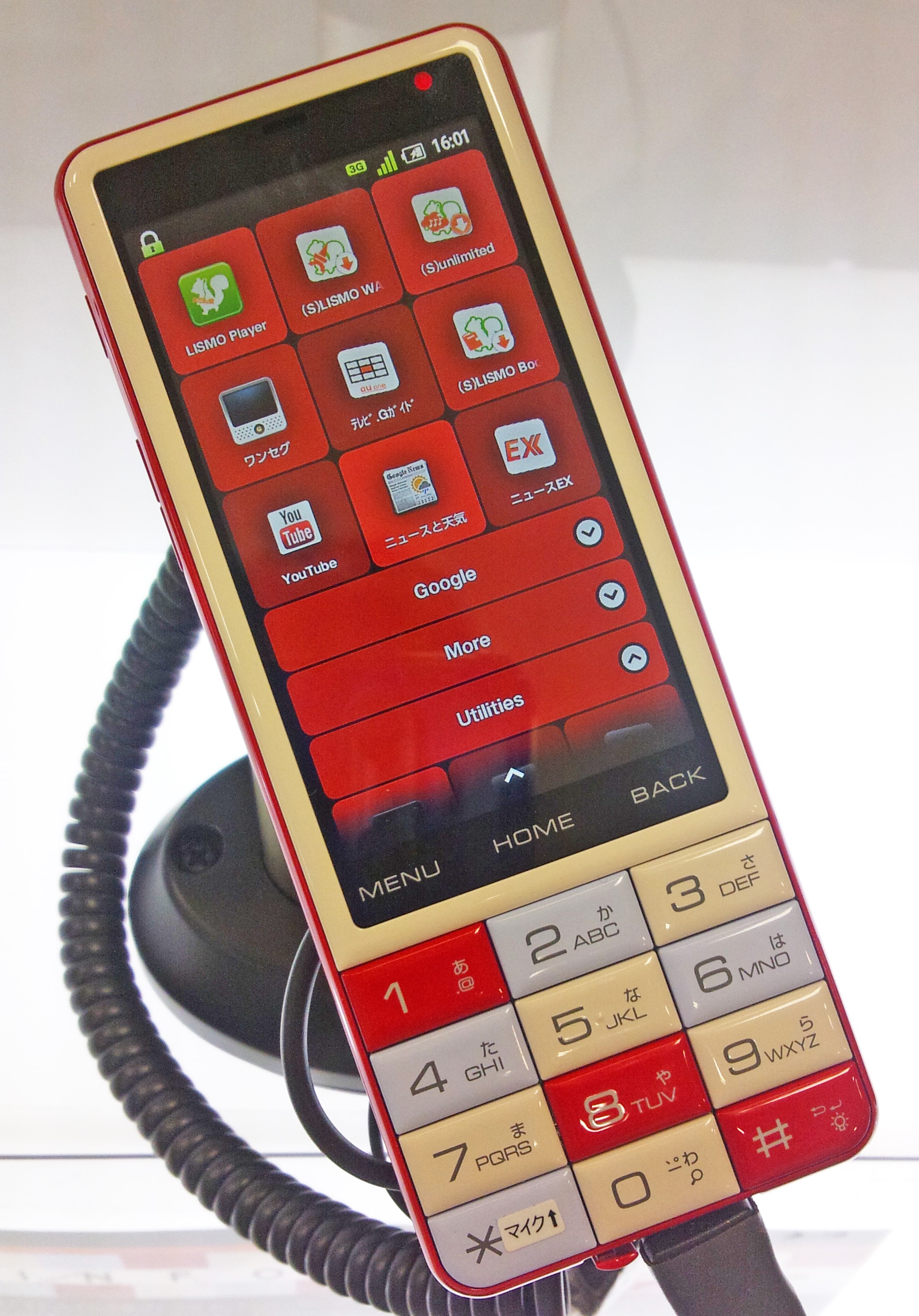
au INFOBAR C01
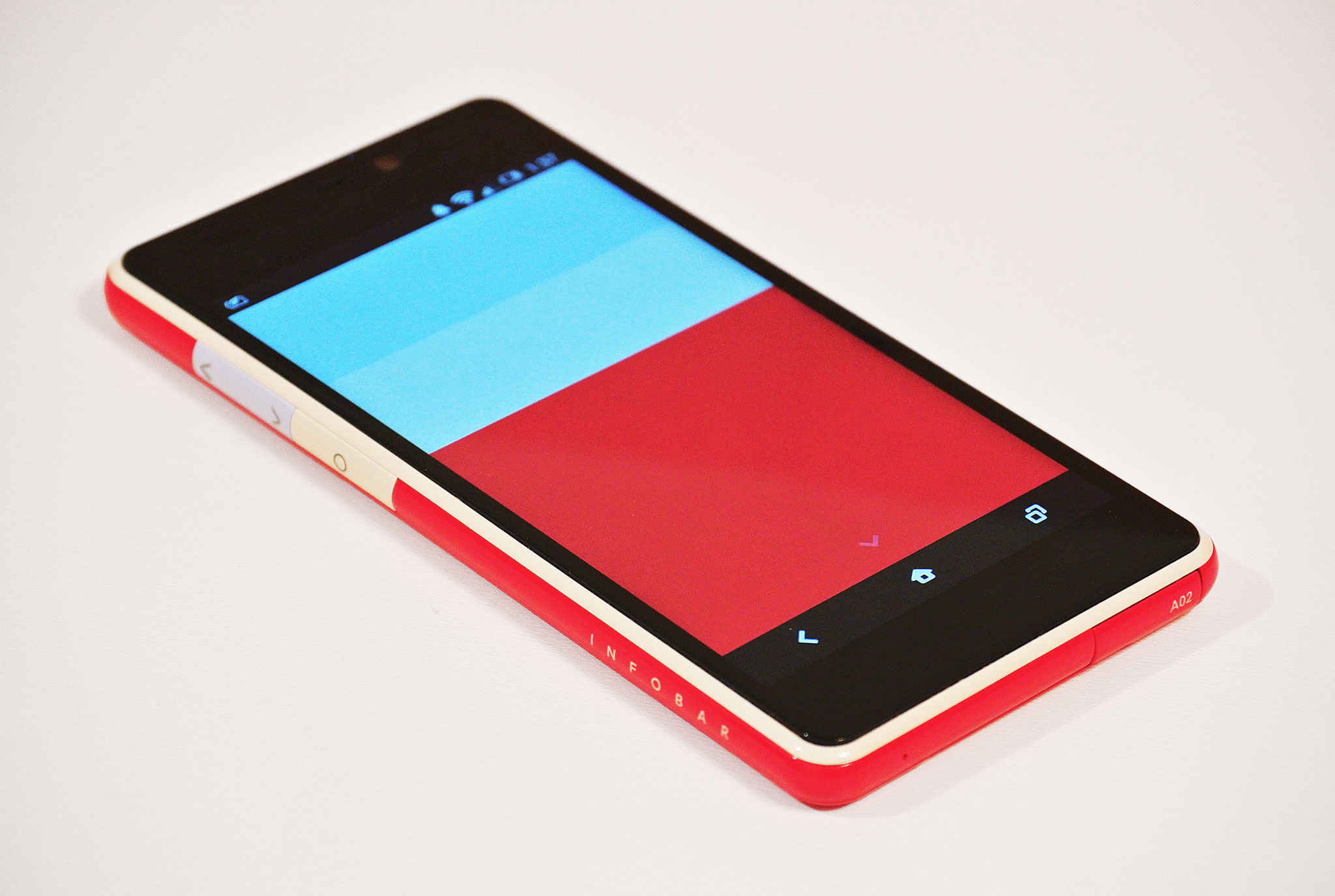
au INFOBAR A02

  - 「壁掛け式CDプレイヤー」 1999年[3]（2010年グッドデザイン・ロングデザイン賞受賞[要出典]）
  - 「冷蔵庫」
  - 「炊飯器」など

- 松下電工（現・パナソニック電工）
  - 「アラウーノ」便器（2006年）
    - 「i−U (イーユ)」システムバス（2006年）

  - 「i−X (イークス)」システムバス（2007年）
  - 「MODIFY」ペンダントライト（2007年）
  - 「ナノケア」ヘアドライヤー（2007年）

- イッセイミヤケ
  - 「TWELVE」腕時計（2005年）
  - 「TWELVE 365」腕時計（2006年）
  - 「TRAPEZOID」腕時計（2006年）
  - 「TRAPEZOID AL」腕時計（2008年）
  - 「GO」 腕時計（2011年）

- マルニ木工
  - ネクストマルニ/nextmaruni
  - MARUNI COLLECTION（2008年～）
  - 「HIROSHIMAアームチェア」（2008年）

- ダネーゼ
  - 「Bincan System」（2004年）

- ヤマギワ
  - 「wan」デスクライト（2005年）

- アルテミデ
  - 「ITIS」デスクライト（2007年）

- シヤチハタ
  - 「ネームペン サイン」印鑑付きボールペン（2007年）

- 東京都世田谷区
  - 犬鑑札「SF09」（2008年）

- ラミー
  - 「noto」 ボールペン（2008年）

- 大直「SIWA | 紙和」 2007年

- サムスン電子
  - 「N-310」パーソコナルコンピューター（2009年）

- カンディハウス
  - 「KAMUY」アームチェア（2015年）
  - 「YUKAR」ソファ—（2016年）
  - 「KOTAN」チェア（2019年）

- AQUA
  - 「TZシリーズ」冷蔵庫（2019年）

- 日立ビルシステム
  - HF-1（2015年）
  - アーバンエース HF（2021年）

- Realme
  - realme X Master Edition（2019年）[4]
  - realme X2 Pro Master Edition（2019年）[5]
  - realme GT Master Edition（2021年）[6]
  - realme GT2（2022年）[7]

## 雑誌連載
- 暮らしのデザイン　『暮しの手帖』　第4世紀55号（2011年12月-2012年1月号）より開始

## 著書
- デザインの輪郭　TOTO出版
- Super Normal: Sensations of the Ordinary　Lars Mueller
- デザインの生態学—新しいデザインの教科書　東京書籍
- Naoto Fukasawa　PHAIDON
- デザインの原形　六耀社
- 深澤直人のアトリエ　平凡社
- Embodiment　PHAIDON
- ふつう　D&DEPARTMENT PROJECT
- The Original　オリジナルーー時代を超えるプロダクトデザインの系譜　青幻舎

## 主な受賞歴
- IDEA賞金賞（アメリカ）
- iF Design賞金賞（ドイツ）
- DDC賞（ドイツ）
- red dot design賞（ドイツ）
- D&AD賞金賞（イギリス）
- 毎日デザイン賞（2002年）
- 織部賞（第5回）
- グッドデザイン（金賞）
- イサム・ノグチ賞（アメリカ）
- DNA PARIS DESIGN AWARDS（フランス）